# لی هاپ وی
لی هاپ وی (انگلیسی: Lee Hup Wei؛ زادهٔ ۵ مهٔ ۱۹۸۷) ورزشکار پرش ارتفاع اهل مالزی است.